# 瀬奈陽太郎
瀬奈 陽太郎（せな ようたろう、6月7日 - ）は、日本の漫画家。男性。新潟県出身、神奈川県在住。主に成人向け漫画雑誌で執筆している。

## 人物・略歴
唐沢なをきの元アシスタントである。
シュベール出版の『COMIC零式』を中心に活動していたが、2003年の同社倒産による休刊に伴い、スコラマガジン（2021年8月から辰巳出版）の『COMICペンギンクラブ』で作品を発表していた。2022年よりティーアイネットの『COMIC艶姫』に移籍し作品を発表していたが同誌が休刊したため2023年より辰巳出版の『COMIC桃姫DEEPEST』で作品を発表していた。
同年春にて辰巳出版の成年向けコミック編集部の体制が一新・再構築する事となり同誌が休止することになったので『COMICペンギンクラブ』で作品を発表している。
画風は劇画と言ってもいいレベルだが、内容的には不条理なギャグ、ドタバタコメディを得意とする。

## 作品リスト

### 成人向け漫画
1. 『JOKER』 （2002年6月7日発売[7]、ティーアイネット〈MUJIN COMICS〉、ISBN 4-88774-064-6）
2. 『博士のストレンジな愛情』 （2002年9月30日、シュベール出版〈シュベールコミックス〉、ISBN 4-88332-260-2）
『博士のストレンジな愛情』 （2006年4月、蒼竜社〈プラザコミックス〉、ISBN 4-88386-268-2）
『博士のストレンジな愛情』 （2008年9月発売、富士美出版〈富士美コミックス〉、一部新収録、ISBN 978-4-89421-835-2）
3. 『ハロ・ハロ』 （2003年12月発売、富士美出版〈富士美コミックス〉、ISBN 4-89421-553-5）
4. 『マルいも！？ ドラマCD付き限定版』 （2004年12月発売、富士美出版〈富士美コミックス〉、ISBN 4-89421-608-6）
『マルいも！？ 通常版』 （2005年9月発売、富士美出版〈富士美コミックス〉、ISBN 4-89421-609-4）
5. 『官能の方程式 ドラマCD付き限定版』 （2011年8月発売、富士美出版〈富士美コミックス〉、ISBN 978-4-79950-046-0）
『官能の方程式 通常版』 （2012年11月発売、富士美出版〈富士美コミックス〉、一部新収録、ISBN 978-4-79950-165-8）
6. 『姉はショタを好きになる』 （2012年11月発売、富士美出版〈富士美コミックス〉、ISBN 978-4-79950-166-5）
7. 『魔女×ショタ たすけて！ウチの弟子が可愛すぎてつらいの＞＜ ドラマDVD付き限定版』 （2014年1月発売、富士美出版〈富士美コミックス〉、ISBN 978-4-79950-257-0）
8. 『夏汁 ～汗にまみれてぐっちゃぐちゃ～』 （2018年8月発売、富士美出版〈富士美コミックス〉、ISBN 978-4-79950-583-0）
9. 『ドスケベ♡おねいちゃん』 （2020年1月30日発売[8]、スコラマガジン〈富士美コミックス〉、ISBN 978-4-79950-633-2）
10. 『ねっとりネトラレ美人妻淫肉調教 限定版』 （2021年3月30日発売[9]、スコラマガジン〈富士美コミックス〉、ISBN 978-479950-677-6）
11. 『ねぇエッチしちゃおっか』（2022年10月13日発売[10]、ティーアイネット〈MUJIN COMICS〉、ISBN 978-48676-002-14）
12. 『インシュウノクビキ』（2023年11月30日発売[11]、辰巳出版 〈富士美コミックス〉、ISBN 978-4-7778-3084-8）

### 一般向け漫画
- 『地獄？極楽？THE 貧乏』 （2005年、スクウェア・エニックス『ヤングガンガン』、未単行本化）